# Аббасов, Турал
Аббасов Турал (азерб. Tural Abbasov; род. 25 апреля 1990, Баку) — азербайджанский пловец, специализирующийся в спринтерских дисциплинах вольным стилем. Он представлял Азербайджан на летних Олимпийских играх 2008 года в Пекине, где участвовал в соревнованиях на дистанции 50 метров вольным стилем. В предварительном заплыве он показал время 26,31 секунды, заняв 78-е место среди 97 участников и не прошел в полуфинал
.

## Биография
Аббасов также участвовал в других международных соревнованиях, включая чемпионаты мира и этапы Кубка мира, где установил свои личные рекорды. Его лучшие результаты включают 26,24 секунды на дистанции 50 метров вольным стилем (25-метровый бассейн) и 28,63 секунды на дистанции 50 метров на спине (25-метровый бассейн), оба результата были достигнуты на этапе Кубка мира FINA/Arena в 2007 году.
Помимо спортивной карьеры, Турал Аббасов имеет опыт работы в сфере образования. Он занимал должность бизнес-менеджера в образовательном комплексе имени Гейдара Алиева в Баку, а в 2023 году был назначен генеральным директором этого комплекса. Аббасов обладает 20-летним опытом работы в международных проектах и частном секторе Азербайджана, а также является сертифицированным тренером Международной организации труда (МОТ) по курсам «Начни и развивай свой бизнес».
В настоящее время он обучается в магистратуре по программе «Лидерство в частных школах» в Колледже учителей Колумбийского университета. В свободное время Турал любит проводить время с семьей, заниматься плаванием, готовить и читать книги.